# Harrogate Railway Athletic FC
Harrogate Railway Athletic FC (celým názvem: Harrogate Railway Athletic Football Club) je anglický fotbalový klub, který sídlí ve městě Harrogate v nemetropolitním hrabství North Yorkshire. Založen byl v roce 1935. Od sezóny 2016/17 hraje v Northern Counties East League Premier Division (9. nejvyšší soutěž). Klubové barvy jsou červená, bílá a zelená.
Své domácí zápasy odehrává na stadionu Station View s kapacitou 3 500 diváků.

## Úspěchy v domácích pohárech
Zdroj: 
- FA Cup
  - 2. kolo: 2002/03, 2007/08
- FA Trophy
  - 3. předkolo: 2010/11
- FA Vase
  - 4. kolo: 1988/89

## Umístění v jednotlivých sezonách
Stručný přehled
Zdroj: 
- 1955–1958: Yorkshire Football League (Division Two)
- 1958–1959: Yorkshire Football League (Division One)
- 1959–1964: Yorkshire Football League (Division Two)
- 1964–1965: Yorkshire Football League (Division One)
- 1965–1970: Yorkshire Football League (Division Two)
- 1970–1973: Yorkshire Football League (Division Three)
- 1980–1982: Yorkshire Football League (Division Three)
- 1982–1984: Northern Counties East League (Division Two North)
- 1984–1985: Northern Counties East League (Division One North)
- 1985–1987: Northern Counties East League (Division One)
- 1987–1993: Northern Counties East League (Premier Division)
- 1993–1999: Northern Counties East League (Division One)
- 1999–2006: Northern Counties East League (Premier Division)
- 2006–2007: Northern Premier League (Division One)
- 2007–2016: Northern Premier League (Division One North)
- 2016– : Northern Counties East League (Premier Division)

Jednotlivé ročníky
Zdroj: 
Legenda: Z - zápasy, V - výhry, R - remízy, P - porážky, VG - vstřelené góly, OG - obdržené góly, +/- - rozdíl skóre, B - body, červené podbarvení - sestup, zelené podbarvení - postup, fialové podbarvení - reorganizace, změna skupiny či soutěže
| Sezóny  | Liga                                             | Úroveň | Z  | V  | R  | P  | VG | OG  | +/- | B  | Pozice |
| ------- | ------------------------------------------------ | ------ | -- | -- | -- | -- | -- | --- | --- | -- | ------ |
| 2009/10 | Northern Premier League (Division One North)     | 8      | 42 | 15 | 7  | 20 | 58 | 79  | -21 | 49 | 17.    |
| 2010/11 | Northern Premier League (Division One North)     | 8      | 44 | 13 | 7  | 24 | 82 | 103 | -21 | 46 | 20.    |
| 2011/12 | Northern Premier League (Division One North)     | 8      | 42 | 8  | 7  | 27 | 54 | 115 | -61 | 31 | 21.    |
| 2012/13 | Northern Premier League (Division One North)     | 8      | 42 | 11 | 8  | 23 | 47 | 89  | -42 | 41 | 18.    |
| 2013/14 | Northern Premier League (Division One North)     | 8      | 42 | 14 | 6  | 22 | 52 | 66  | -14 | 48 | 13.    |
| 2014/15 | Northern Premier League (Division One North)     | 8      | 42 | 19 | 10 | 13 | 85 | 75  | +10 | 67 | 8.     |
| 2015/16 | Northern Premier League (Division One North)     | 8      | 42 | 6  | 8  | 28 | 52 | 115 | -63 | 26 | 21.    |
| 2016/17 | Northern Counties East League (Premier Division) | 9      | 42 | 11 | 5  | 26 | 60 | 130 | -70 | 38 | 19.    |
| 2017/18 | Northern Counties East League (Premier Division) | 9      | 42 | 9  | 4  | 29 | 70 | 132 | -62 | 31 | 20.    |
| 2018/19 | Northern Counties East League (Premier Division) | 9      | 42 |    |    |    |    |     |     |    |        |